# Cantonul Gagny
Cantonul Gagny este un canton din arondismentul Le Raincy, departamentul Seine-Saint-Denis, regiunea Île-de-France, Franța.

## Comune
| Comune | Populație (1999) | Cod poștal | Cod INSEE |
| ------ | ---------------- | ---------- | --------- |
| Gagny  | 39.172           | 93220      | 93032     |